# Limnephilus nipponicus
Limnephilus nipponicus är en nattsländeart som beskrevs av Schmid 1964. Limnephilus nipponicus ingår i släktet Limnephilus och familjen husmasknattsländor. Inga underarter finns listade i Catalogue of Life.